# Kart
|  | Per a altres significats, vegeu «Dinastia Kart». |

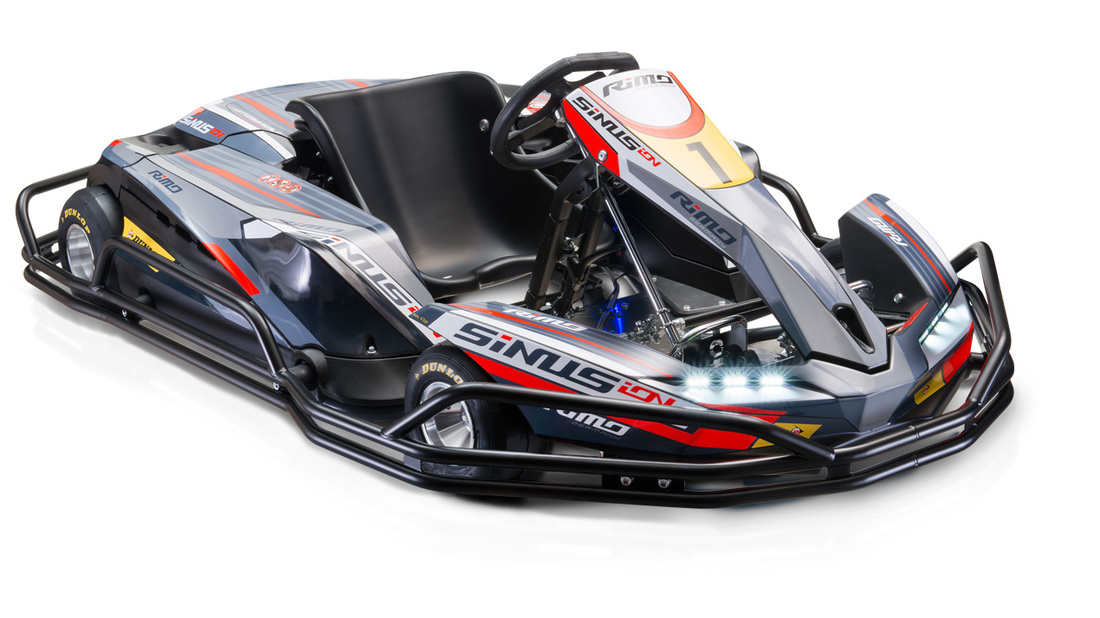
Un kart RiMO del 2014

Els karts o carrets de motor són vehicles terrestres monoplaça sense sostre o cabine, sense suspensions i amb elements de carrosseria o sense, amb quatre rodes no alineades que estan en contacte amb el terra, les dues davanteres exercint el control de direcció i les dues darreres connectades per un eix d'una peça que transmet la potència d'un motor monocilíndric.
Les seves parts principals són: el xassís (compresa la carrosseria), els pneumàtics i el motor.
Donades les seves característiques, el kart sol ser el primer automòbil en el que debuten els aspirants a ser pilots de competició, a edats tan primerenques com els vuit anys.
El kàrting és la disciplina esportiva de l'automobilisme que es practica amb un kart sobre circuits d'entre 600 a 1.700 metres de longitud, i amb una amplada d'entre 8 i 15 metres.

## El kàrting a Catalunya
Al tombant de dècada de 1960, el kàrting entrà amb força a Catalunya. Els petits karts, amb xassissos de rodes minúscules i moguts per motors de talladores de gespa, esdevingueren una forma fàcil i assequible d'iniciar-se en la competició automobilística. Les curses de karts es consideraven una mena d'escola de pilots i aviat s'escamparen per tot Catalunya, amb curses a llocs com ara Granollers, Sitges, Vilanova i la Geltrú, Tarragona, Manresa, Sabadell i molts altres que eren seguides per un públic nombrós. A Barcelona s'hi va convocar la I Competició Internacional de Kàrting, celebrada en un improvisat circuit a l'Avinguda Diagonal, tot just una setmana abans que es fes a Marsella la primera prova francesa d'aquestes característiques. Un dels millors pilots catalans de karts era Jaume Samsó.